# Adelaida del Vasto
Adelaida del Vasto (Adelasia, Azalaïs) (n. cca. 1075 – d. 16 aprilie 1118) a fost cea de a treia soție a contelui Roger I de Sicilia și mamă a viitorului rege Roger al II-lea, ca și regină-consort în Regatul Ierusalimului ca urmare a căsătoriei ulterioare cu Balduin I al Ierusalimului, ca a treia soție a acestuia.

## Familia
Adelaida era fiica lui Manfred del Vasto (fratele marchizului Bonifaciu del Vasto de Liguria apuseană și al lui Anselm del Vasto). Familia tatălui ei era o ramură a Aleramicilor, având o origine comună cu aceștia (care erau marchizi de Montferrat) provenind din Aleramo de Montferrat. Frații ei au întemeiat Marchizatul de Saluzzo, de Busca, de Lancia, de Ceva și de Savona.

## Contesă-consort de Sicilia
Adelaida s-a căsătorit cu contele Roger I de Sicilia din dinastia Hauteville în 1089, fiind cea de a treia soție a acestuia, în timp ce sora ei a luat de soț pe fiul bastard al lui Roger, Iordan. Roger I a murit în 1101, iar Adelaida a guvernat ca regentă de Sicilia pentru fiii ei care s-au succedat la domnie, Simon și Roger. Pe parcursul guvernării sale, emirul Christodulus a dobândit o mare influență la curte și Palermo a fost stabilit drept capitală a statului sicilian.
Fie ca urmare a influenței sale sau în timpul regenței, fratelui ei Henric del Vasto i s-au conferit Paternò și Butera. De asemenea, același Henric a fost căsătorit cu  fiica contelui Roger I, Flandina.

## Regină-consort a Ierusalimului
Între timp, în Regatul Ierusalimului, ulterior morții primei soții a regelui Balduin I, Godehilda pe parcursul primei cruciade, Balduin s-a recăsătorit cu o nobilă armeană cunoscută de obicei sub numele de Arda. Arda fusese necesară pentru încheierea unei alianțe cu armenii din Cilicia, într-un moment în care Balduin era doar conte de Edessa, însă atunci când el a devenit rege al Ierusalimului în 1100, noul suveran părea să nu mai aibă nevoie de o soție armeană, astfel încât Arda a fost trimisă la mănăstire în jurul anului 1105.
În 1112, regele Ierusalimului se afla în căutarea unei noi soții. Arnulf de Chocques, patriarhul latin de Ierusalim, i-a sugerat lui Balduin căsătoria cu Adelaida, dat fiind că Roger al II-lea nu era încă suficient de matur pentru a putea conduce Sicilia singur. Balduin a trimis ambasadori în Sicilia și neașteptat de repede a acceptat orice condiție pe care Adelaida ar fi pus-o; Adelaida solicita ca fiul lor, dacă ar fi avut să aibă vreunul, să moștenească Regatul Ierusalimului, iar dacă nu ar fi avut niciun copil, atunci regatul să treacă în stăpânirea propriului ei fiu, Roger al II-lea. Adelaida a adus cu sine o cantitate enormă de bani, ca și câțiva arcași musulmani și 1.000 de alți soldați sicilieni.
Adelaida nu se mai afla la prima tinerețe, așa că nu a apărut niciun urmaș. Regele Balduin era condamnat pentru bigamie (dat fiind că Arda era încă în viață), iar patriahul Arnulf fusese depus. Papa Pascal al II-lea a fost de acord să îl restaureze pe patriarh în 1116, însă în condițiile în care ar fi anulat căsătoria dintre Balduin și Adelaida. Balduin a acceptat, după ce căzuse bolnav și credea că, renunțându-se la acuzația de bigamie, și-ar fi revenit. În 1117, anularea căsătoriei a fost confirmată la Acra, iar Adelaida a revenit în Sicilia.
Adelaida a murit la 16 aprilie 1118 și a fost înmormântată la Patti. Roger al II-lea s-a simțit ofensat pentru tratamentul la care mama sa fusese supusă, având mereu în suflet dorința răzbunării față de Regatul Ierusalimului. Aproape 30 de ani mai târziu, Roger încă refuza să acorde sprijin statelor cruciate în timpul celei de a doua cruciade.